# Бутивицы
Бутивицы — деревня в Торжокском районе Тверской области России. Входит в Масловское сельское поселение.

## География
Находится на дороге 28H-1704 Бутивицы-Сукромля. В 3 км от дороги 28К-1785 Торжок-Осташков. Ближайшие населённые пункты: Латиброво, Слапихино, Слепетово. Ближайшие города: Торжок, Кувшиново.

## История
В 1842 году поставлена Знаменская часовня; освящёна в 1845 году.

## Население
| 1996 | 2002 | 2008 | 2010 |
| ---- | ---- | ---- | ---- |
| 67   | ↘61  | ↘44  | ↘42  |

## Инфраструктура
Личное подсобное хозяйство. Почтовое отделение, расположенное в деревне Маслово, обслуживает в деревне Бутивицы 12 домовладений.

### Достопримечательности
- Знаменская часовня, приписана к приходу ceлa Рашкино.
- Святой источник во имя Николая Угодника. Расположен севернее Бутивиц, на дороге 28H-1704 Бутивицы — Сукромля, в 2-х километрах от дороги 3 км от дороги 28К-1785 Торжок-Осташков.

## Транспорт
Дорога 28H-1704 Бутивицы — Сукромля